# Continental Micronesia

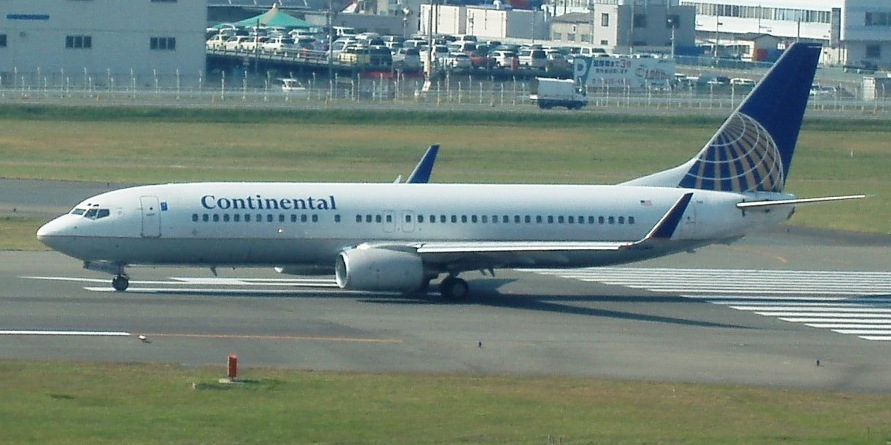
Boeing 737-800 авіакомпанії Continental Micronesia в Аеропорту Фукуока

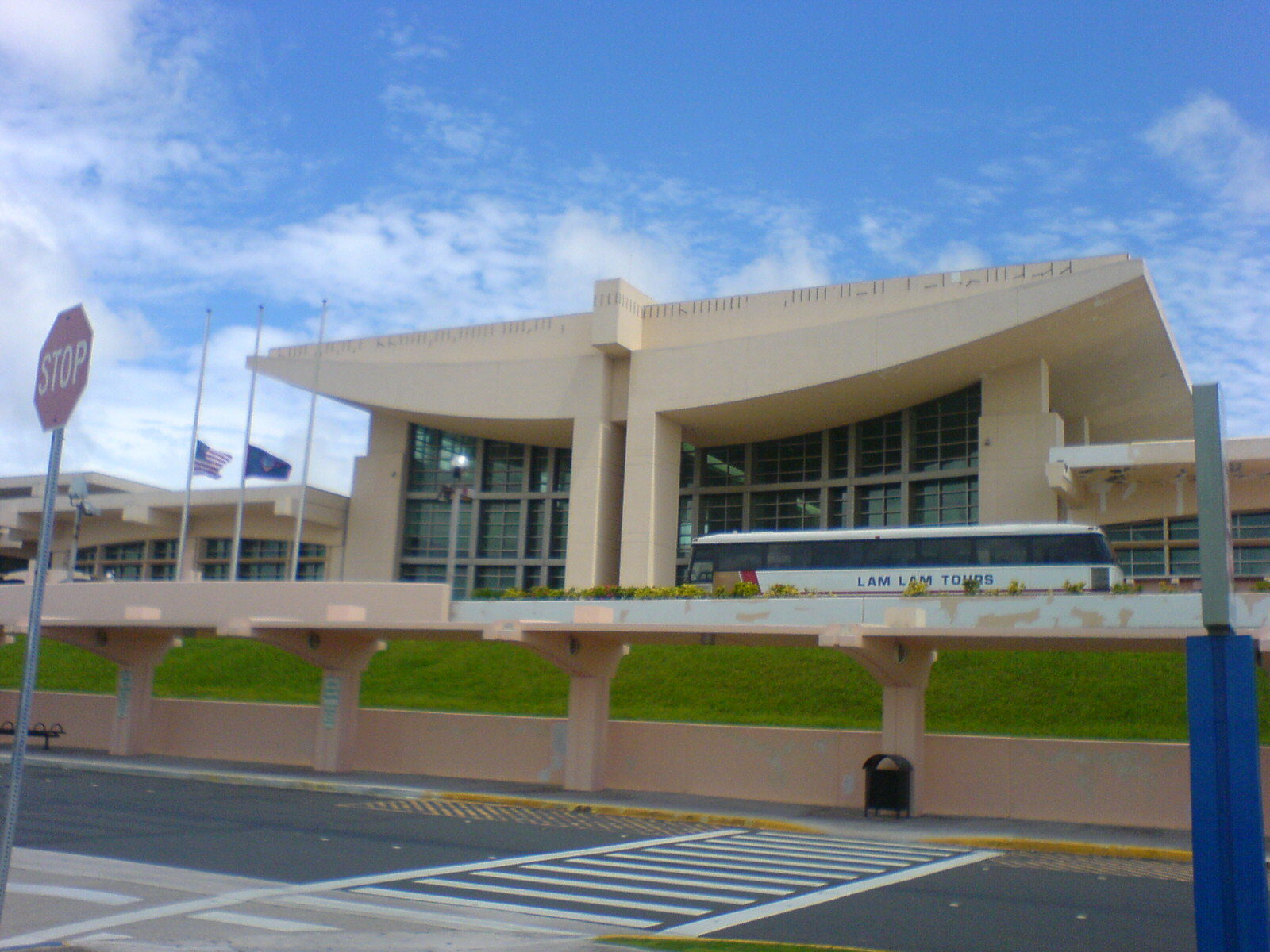
Міжнародний аеропорт імені Антоніо Вон Пата — головний хаб авіакомпанії Continental Micronesia

Continental Micronesia, Incorporated, що діє як Continental Micronesia — дочірня авіакомпанія магістрального перевізника США Continental Airlines, що базується в Міжнародному аеропорту імені Антоніо Вон Пата . Штаб-квартира знаходиться в муніципалітеті Тамунінг, острівна територія США Гуам.
Авіакомпанія виконує щоденні рейси в Гонолулу (Гавайські острови) і міжнародні рейси в аеропорти Азії, Мікронезії та Австралії.

## Позначення
Continental Micronesia здійснює регулярні пасажирські перевезення під кодом «CO» магістральної авіакомпанії Continental Airlines і використовує партнерські угоди і загальну бонусну програму заохочення часто літаючих пасажирів своєї батьківської компанії. Тим не менш, для поділу повітряних суден двох перевізників у диспетчерських пунктах управління рухом компанія працює під власним кодом ІКАО «CMI» і має свій радіопозивний «AIR MIKE». У пасажирських терміналах аеропортів рейси Continental Micronesia також зазначаються під власним кодом ІАТА «CS», що є істотним чинником для міжнародних аеропортів Токіо і Гонолулу, що обслуговують регулярні рейси обох перевізників одночасно.
Слід також враховувати, що обидві авіакомпанії ділять між собою маршрути Гуам-Гонолулу-Х'юстон і Гуам-Токіо-Х'юстон: плече з/в Гуам на даних рейсах виконує Continental Micronesia, а плече з/в Х'юстон — магістральна авіакомпанія Continental Airlines.

## Історія
Авіакомпанія Air Micronesia була утворена 16 травня 1968 року як дочірній підрозділ Continental Airlines для забезпечення вантажних і пасажирських авіаперевезень між населеними пунктами колишньої Підопічної території Тихоокеанські острови. Спочатку повітряний парк перевізника складався з літаків Boeing 727-100 і Douglas DC-6, а також амфібій Grumman SA-16/HU-16 Albatross, що працювали на маршрутах з островів Чуук в штат Понпеї аж до моменту зведення цих аеропортах злітно-посадкових смуг, здатних приймати лайнери Boeing 727.
Експлуатація 727-х на місцевих ЗПС, побудованих на кораловому покритті, стала можливою внаслідок того, що нижня частина літаків Boeing 727 покривалася спеціальним захисним матеріалом з політетрафторетилену (тефлону). Крім цього, всі літаки Boeing 727-100 Air Micronesia спеціально оснащені комплектами виживання у відкритому океані, допплерівським радаром і великою кількістю запасних частин (включаючи шини на шасі), що в той час було великою рідкістю в індустрії комерційних авіаперевезень.
На початку 1980-х років авіакомпанія ввела регулярний рейс з Гуаму в Японію. До середини 1990-х років частка власності Continental Airlines в Air Micronesia була значно збільшена і компанія змінила свою назву на Continental Air Micronesia і потім — у зв'язку з повним входженням до складу авіаційного холдингу — на існуюче в даний час Continental Micronesia.
У 1985 році компанія перенесла свою штаб-квартиру у Сайпан, Північні Маріанські острови.
Після відходу у середині 1990-х магістральної авіакомпанії United Airlines з ринку пасажирських перевезень Гуаму, на обслуговуванні двох американських території Гуам і Північні Маріанські острови залишилися лише дві авіакомпанії США — Continental Micronesia і Northwest Airlines. В даний час Continental Micronesia забезпечує рейси з Гуаму в будь-який аеропорт п'ятдесяти штатів США шляхом стикувального маршруту Гуам-Гонолулу.
Станом на січень 2008 року в штаті Continental Micronesia працювало 1500 співробітників, за даним показником перевізник є найбільшим в Гуамі приватним роботодавцем. У січні 2008 року авіакомпанія виконувала до 236 щотижневих вильотів на регулярних рейсах по 23 містах.

## Флот
Станом на жовтень 2016 року Continental Micronesia експлуатує 16 літаків Boeing 737-800 і Boeing 767-400 і Boeing 737-700, які, так само, як і сам перевізник, належать магістральної авіакомпанії Continental Airlines.

### Виведений з експлуатації
- Boeing 747[5]
- Douglas DC-10
- Boeing 727

## Авіаподії і нещасні випадки
- 21 листопада 1980 року, рейс 614. При здійсненні посадки на ЗПС Міжнародного аеропорту Яп літак Boeing 727-92C (реєстраційний номер N18479) зійшов зі смуги, втратив стійку шасі, зупинився в зоні лісосмуги і загорівся. Всі 73 людини встигли покинути літак, троє з них отримали серйозні травми. Причиною інциденту стали неправильні дії командира корабля, що виразилися в передчасному скиданні тяги двигунів при виконанні посадки[6].